# Orthoperus suturalis
Orthoperus suturalis är en skalbaggsart som beskrevs av Leconte 1852. Orthoperus suturalis ingår i släktet Orthoperus och familjen punktbaggar. Inga underarter finns listade i Catalogue of Life.